# Скублевський Юхим Михайлович
Юхим Михайлович Скублевський (1889, с. Сужене — ?) — український фізик, фахівець у галузі пластичної деформації діелектриків, педагог, професор (з 1937), перший завідувач кафедри фізики Івано-Франківського інституту нафти і газу.

## Біографія
Народився 1889 року в селянській родині у селі Сужене.
У 1903—1910 роках працював майстром-слюсарем на Катеринославській залізниці.
У 1913—1917 роках навчався у Харківському університеті. Після його завершення працював у 1917—1918 рр. асистентом Вищих педагогічних курсів у Харкові.
У 1918—1922 роках Юхим Михайлович викладав у Катеринославському залізничному технікумі, у 1919—1923 рр. — очолював відділ професійної освіти Дніпропетровського губернського відділу народної освіти. З 1920 року — член предметної комісії загального курсу фізики на факультеті соціального виховання, яку очолював до 1930 року.
У 1923—1927 роках  працював на посаді асистента Катеринославського гірничого інституту. А з 1926 по 1931 рік — професор Дніпропетровського інституту народної освіти.
У 1931—1933 рр. — професор і завідувач кафедри фізики Дніпропетровського інституту інженерів транспорту.
З 1930 р. також завідував кафедрою фізики Дніпропетровського медичного інституту. У 1937 р. йому присвоєно вчене звання професора по кафедрі фізики.
Після відновлення роботи Дніпропетровського університету — завідувач кафедри загальної математики на економічному факультеті.
У 1941—1943 рр. — завідувач кафедри фізики та математики Ставропольского державного медичного университету.
У 1943 р. очолював кафедру фізики Інституту кольорових металів у м. Орджонікідзе. З 1950 р. був завідувачем кафедри фізики Донецького індустріального інституту.
У 1954—1962 рр. — завідувач кафедри фізики Івано-Франківського медичного інституту.
З 1962 року очолював кафедру фізики в новоствореному Івано-Франківському інституті нафти і газу.

## Науковий доробок
Автор 67 наукових праць, присвячених дослідженням у галузі пластичної деформації діелектриків та інших напрямів фізики. Серед публікацій — праця «Фізика на електричній лампочці», «До питання про вплив пластичних деформацій на теплоємність і електропровідність вуглецевих сталей У-2, У-10».